# Molophilus brevinervis
Molophilus brevinervis là một loài ruồi trong họ Limoniidae. Chúng phân bố ở miền Australasia.